# Nubnefer
Nubnefer je rojstno ime faraona Starega Egipta, ki je vladal v obdobju Druge dinastije. Dolžina njegove vladavine in njen kronološki položaj nista znana.